# دمای بدن انسان

تغییرات دمای بدن قسمتی از ساعت زیستی بدن انسان است (مشاهده‌شده در ساعات ۰۴:۳۰ تا ۱۹:۰۰).

دمای بدن انسان به عواملی چون محل اندازه‌گیری آن در بدن انسان، زمان روز و سطح فعالیت بدنی فرد مورد نظر بستگی دارد. به‌رغم تصور عموم، هیچ عدد ثابتی وجود ندارد که تحت هر شرایطی و بدون در نظر گرفتن محل اندازه‌گیری دمای بدن، نشان‌دهندهٔ دمای بدن نرمال یا یک فرد سالم باشد.

## عوامل مؤثر بر دمای بدن
بدن انسان به‌وسیلهٔ غذایی که مصرف می‌کند و به نسبت فعالیتی که دارد، به میزان مختلفی انرژی تولید می‌کند. وقتی بدن در حال فعالیت است، فقط مقدار کمی از این انرژی صرف کارهای مکانیکی شده، بقیه به گرما تبدیل می‌شود. در حالت طبیعی دمای درونی بدن ۳۶٫۵ تا ۳۷ درجه و دمای پوست، ۳۷ درجهٔ سانتی‌گراد است. دمای بالای ۳۸ درجهٔ بدن، تب است و بالای ۴۰ خطر تشنج دارد. دمای بدن توسط دماسنج طبی از راه زیر زبان، زیر بغل یا مقعد محاسبه می‌شود. دماسنج زیر زبان ۲ تا ۳ دقیقه، زیر بغل ۳ تا ۵ دقیقه و مقعد از ۱ تا ۲ دقیقه می‌ماند. اگر بدن در محیطی گرم‌تر از پوست قرار گیرد، شروع به جذب گرما می‌کند و بر عکس اگر در محیطی سردتر از پوست قرار گیرد گرمای خود را به تدریج از دست می‌دهد تمام عضلات و غدد بدن کمک به تعادل دمایی بدن میکنند. بدین ترتیب در هر محیطی بین بدن و هوای اطراف تبادل حرارتی صورت می‌گیرد.

## روش‌های اندازه‌گیری

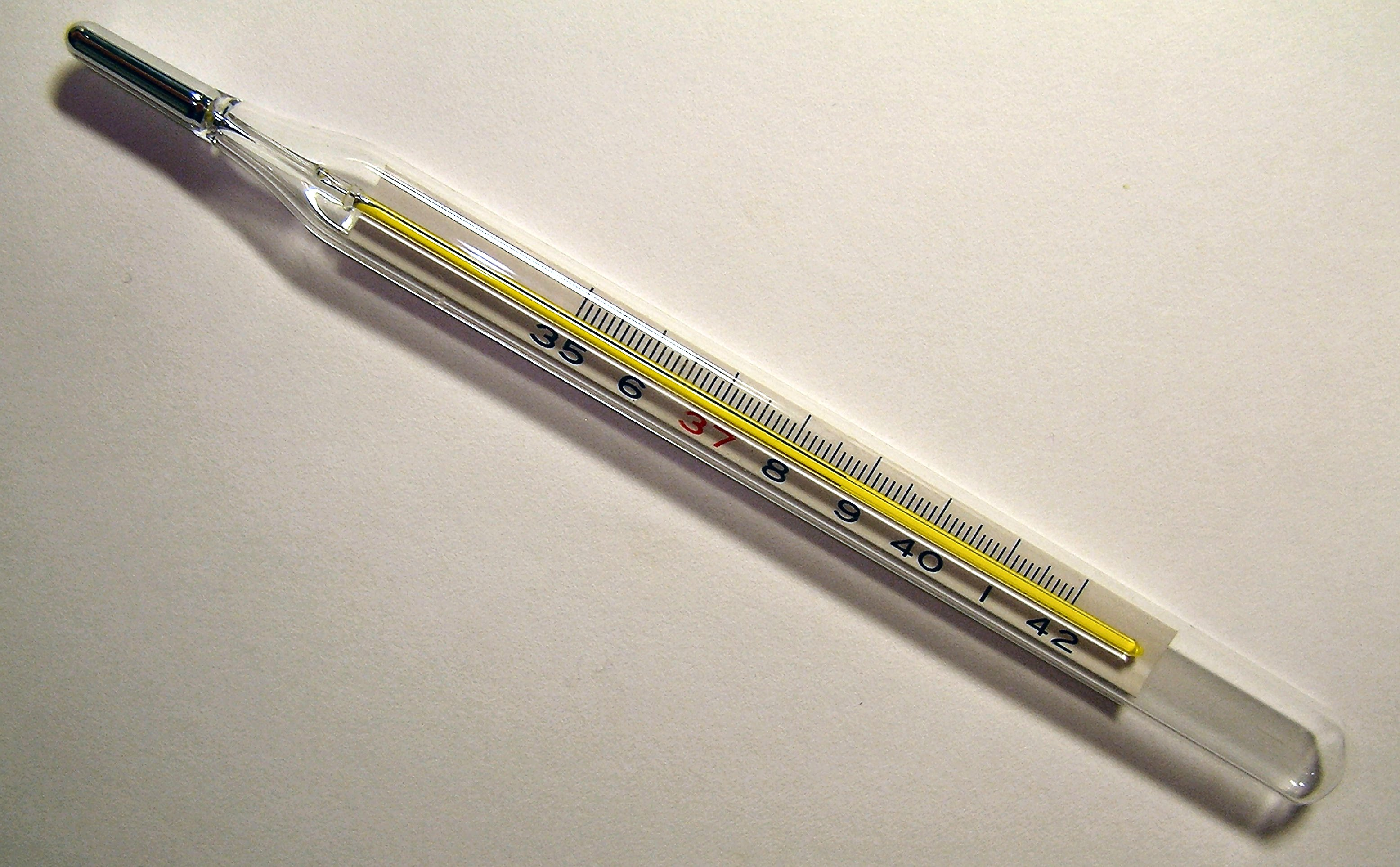
یک دماسنج پزشکی

گرفتن دمای بدن یک فرد، بخش اصلی معاینه بالینی است. انواع مختلف دماسنج‌های پزشکی و همچنین محل‌ها برای اندازه‌گیری استفاده می‌شود از جمله:
- در روده (دمای رکتال)
- در دهان (دمای دهان)
- در زیر بازو (دمای زیر بغل)
- در گوش (دمای تمپان)
- بر روی پوست پیشانی بر روی شریان تمپورال

| سن             | بهترین روش                      |
| -------------- | ------------------------------- |
| ۰ تا ۳ ماه     | مقعدی                           |
| ۳ ماه تا ۳ سال | مقعدی، گوشی یا زیربغل           |
| ۴ تا ۵ سال     | زیرزبانی، مقعدی، گوشی یا زیربغل |
| ۵ سال به بالا  | زیرزبانی، گوشی یا زیربغل        |

## دمای بدن طبیعی
دمای بدن انسان با توجه به جنسیت و نحوهٔ اندازه‌گیری ممکن است اندکی متفاوت باشد. مقادیر معمول در جدول زیر آورده شده‌اند:
| روش          | زنان                                             | مردان                                           |
| ------------ | ------------------------------------------------ | ----------------------------------------------- |
| زیرزبانی     | ۳۳٫۳–۳۸٫۱ درجه سلسیوس (۹۱٫۹–۱۰۰٫۶ درجه فارنهایت) | ۳۵٫۷–۳۷٫۷ درجه سلسیوس (۹۶٫۳–۹۹٫۹ درجه فارنهایت) |
| رکتال (روده) | ۳۶٫۸–۳۷٫۱ درجه سلسیوس (۹۸٫۲–۹۸٫۸ درجه فارنهایت)  | ۳۶٫۷–۳۷٫۵ درجه سلسیوس (۹۸٫۱–۹۹٫۵ درجه فارنهایت) |
| گوش          | ۳۵٫۷–۳۷٫۵ درجه سلسیوس (۹۶٫۳–۹۹٫۵ درجه فارنهایت)  | ۳۵٫۵–۳۷٫۵ درجه سلسیوس (۹۵٫۹–۹۹٫۵ درجه فارنهایت) |

| محل اندازه‌گیری دما | ۰–۲ سال   | ۳–۱۰ سال  | ۱۱–۶۵ سال | بالای ۶۵ سال |
| ------------------ | --------- | --------- | --------- | ------------ |
| دهان               | ۳۵٫۳–۳۷٫۵ | ۳۵٫۵–۳۷٫۵ | ۳۶٫۴–۳۷٫۶ | ۳۵٫۸–۳۶٫۹    |
| مقعد               | ۳۶٫۶–۳۸   | ۳۸–۳۶٫۶   | ۳۸٫۱–۳۷   | ۳۷٫۳–۳۶٫۲    |
| گوش                | ۳۸–۳۶٫۴   | ۳۷٫۸–۳۶٫۱ | ۳۷٫۶–۳۵٫۹ | ۳۷٫۵–۳۵٫۸    |
| زیربغل             | ۳۷٫۳–۳۴٫۷ | ۳۶٫۷–۳۵٫۹ | ۳۶٫۹–۳۵٫۲ | ۳۶٫۳–۳۵٫۶    |

دامنهٔ دمایی بیان شده در جدول فوق تحت تأثیر عوامل مختلفی است که از آن جمله می‌توان به موارد زیر اشاره کرد:
- سن و جنسیت فرد
- زمان اندازه‌گیری دمای بدن، صبح زود پایین‌ترین دما و هنگام عصر بالاترین دمای بدن
- میزان فعالیت‌های روزانه
- خوراکی‌ها و آشامیدنی‌های دریافتی
- چرخهٔ قاعدگی در زنان
- روش سنجش دمای بدن و محل قراردادن دماسنج